# Niederbesse
Koordinaten: 51° 13′ 2″ N, 9° 23′ 12″ O
Niederbesse war ein erstmals im Jahre 1217, als das Kasseler Kloster Weißenstein zwei Hufen dort kaufte, und zuletzt im Jahre 1579 erwähntes Dorf in der Gemarkung des heutigen Orts Besse, heute Ortsteil der Gemeinde Edermünde im nordhessischen Schwalm-Eder-Kreis.

## Lage
Die im 16. Jahrhundert aufgegebene Siedlung lag unmittelbar südlich des bereits im 9. Jahrhundert als „Passahe“ erwähnten heutigen Dorfs Besse am westlichen Ufer des Pilgerbachs 204 m über NHN. Heute erinnern noch die Flurnamen „im alten Dorf“, „im Unterdorf“, „zwischen den Dörfern“ und „bei der alten Dorfbrücke“ an die einstige Siedlung.

## Geschichte
Die historischen Namensformen unterschieden deutlich zwischen den beiden benachbarten Siedlungen: einerseits Besse inferior (1218), Nieder Besse (1307), Nedern Besse (1329), Niddern Besse (1376) und Niddern Beß (1557) und andererseits Bessehe (1122), Bessee (1209), Besse superior (1291), Overen Besse (1292), Ober Besse (1307), Obernbesse (1326), Beisse (1369), Beß (1512), Besße (1538), Bessa (1546) und Beeß (1579).
Das Dorf gehörte den hessischen Landgrafen, aber ein örtliches Adelsgeschlecht und eine Anzahl weiterer weltlicher und geistlicher Herrschaften hatten im Laufe der Zeit Grundbesitz und/oder Einkünfte im Ort. So hatte Hartrad von Reichenbach, landgräflicher Burgmann auf der Burg Reichenbach bei Hessisch Lichtenau, Güter zu Niederbesse, die er im Jahre 1291 der Ballei Marburg des Deutschen Ordens verkaufte. Ein Jahr später verkaufte der Ritter Eckehard von Felsberg, dessen Geschlecht aus Besse stammte, dem Deutschen Orden in Marburg zwei Hufen in Niederbesse. 1329 verkaufte das Kloster Ahnaberg aus Kassel seine Güter zu Niederbesse an die Herren von Gudenberg, aber schon drei Jahre später, 1332, schenkte Werner von Gudenberg dem Kloster Ahnaberg 18 Äcker in der Gemarkung Niederbesse. 1338 war der Ort an Thilo von Elben verpfändet. 1342 verkaufte Konrad von Hertingshausen alle seine Güter in Niederbesse an das Kloster Breitenau. 1557 wurden Hermann von der Malsburg und die Herren von Elben mit dem Zehnten zu Niederbesse belehnt. Noch im Jahre 1804 belehnte Kurfürst Wilhelm I. von Hessen-Kassel die von der Malsburg mit Zehnten in der Gemarkung von Niederbesse und diese Belehnung wurde bis 1824 regelmäßig erneuert.
Eine landesherrliche Großzügigkeit gegenüber den Untertanen im Dorf ist nur einmal dokumentiert, als Landgraf Heinrich II. im Jahre 1366 den Einwohnern von Nieder- und Ober-Besse das Forstrecht am Langenberg, vom Bilstein bis zum Schwengeberg, einräumte.